# Rocky Romero
John Rivera (* 28. Oktober 1982 in Havanna), besser bekannt unter seinem Ringnamen Rocky Romero, ist ein kubanischer Wrestler. Er tritt derzeit regelmäßig bei verschiedenen Independent Promotions auf. Einer seiner bisher größten Erfolge war der dreifache Erhalt der ROH World Tag Team Championship.

## Karriere

### Anfänge
Rivera trainierte in verschiedenen Ländern. In den USA trainierte er unter Jesse Hernandez in der "School Of Hard Knocks" in San Bernardino, Kalifornien. In Japan trainierte er im New Japan Dojo (die Wrestlingschule von New Japan Pro-Wrestling) unter Antonio Inoki und Togi Makabe. Außerdem trainierte Rivera in Mexiko bei Consejo Mundial De Lucha Libre unter Negro Casas.

### Independent
Nachdem er sein Training abgeschlossen hatte, trat Rivera bei verschiedenen Independent Promotions auf. Seinen ersten Titel, die EWF Tag Team Championship, gewann er bei der Empire Wrestling Federation zusammen mit Ricky Reyes. Mit diesem bildete er lange Zeit ein Tag Team.
Vom Jahr 2002 bis ins Jahr 2004 trat Rivera mehrfach bei New Japan Pro-Wrestling (NJPW) auf.
Am 12. September 2003 gewann Rivera, bei Consejo Mundial De Lucha Libre, die neu eingeführte CMLL World Super Lightweight Championship.
Im Juli 2004 debütierte Rivera bei Ring of Honor (ROH). Dort bildete er mit Ricky Reyes das Tag Team The Havana Pitbulls. Am 7. August 2004 gewannen sie die ROH World Tag Team Championship von The Second City Saints (CM Punk und Colt Cabana). Ende 2004 schlossen sich Rivera und Reyes dem Stable The Rottweilers (bestehend aus Homicide, Julius Smokes und Low-Ki) an. Mit diesem fehdeten sie gegen Bryan Danielson. Am 19. Februar 2005 gaben Rivera und Reyes die ROH World Tag Team Championship an BJ Whitmer und Dan Maff ab. Im Mai 2005 kehrte Rivera zu NJPW zurück. Dort trat er als Black Tiger mit Maske auf. Bei NJPW gewann er am 8. Oktober 2005 die IWGP Junior Heavyweight Championship von Tiger Mask IV.
Im Januar 2006 nahm Rivera am 16 Carat Gold Tournament bei Westside Xtreme Wrestling (wXw) in Deutschland teil.
Im März 2007 unterschrieb er einen Vertrag bei ROH. Dort schloss er sich "No Remorse Corps" (Davey Richards und Roderick Strong) an. Mit diesen fehdete Rivera gegen das Stable "Resilience" (bestehend aus Austin Aries, Matt Cross und Erick Stevens). Am 26. Januar 2008 gewann Rivera mit Davey Richards die ROH World Tag Team Championship. Den Titel gaben sie am 12. April 2008 an The Briscoes (Jay und Mark Briscoe) ab.
2008 trat Rivera mehrfach bei Consejo Mundial De Lucha Libre als Grey Shadow auf. Im Oktober 2008 bildete er bei NJPW mit Negro Casas das Tag Team Caribbean Syndicate. Zusammen nahmen sie an der G1 Tag League teil.

## Erfolge
- Ring of Honor

- 3× ROH World Tag Team Champion je 1× mit Ricky Reyes, Davey Richards und Alex Koslov (aktueller Titelträger)

- New Japan Pro-Wrestling

- 1× IWGP Junior Heavyweight Champion
- 2× IWGP Junior Heavyweight Tag Team Champion mit Davey Richards und Alex Koslov (aktueller Titelträger)

- National Wrestling Alliance

- 1× NWA World Junior Heavyweight Champion

- Consejo Mundial De Lucha Libre

- 3× CMLL World Super Lightweight Champion

- Empire Wrestling Federation

- 5× EWF Tag Team Champion mit Ricky Reyes

- Ultimate Pro Wrestling

- 1× UPW Tag Team Champion mit Ricky Reyes